# Città e villaggi di Samoa

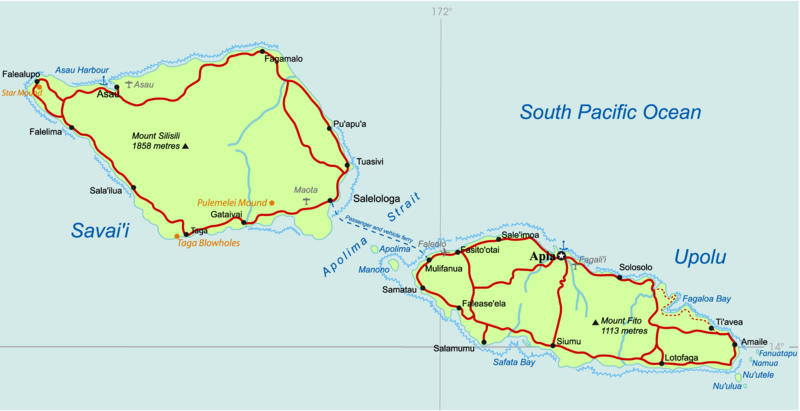
Mappa di Samoa

Questa è una lista delle città di Samoa:
- Apia
- Asau
- Mulifanua
- Lotopa

Questa è una lista dei villaggi di Samoa (lista incompleta):
- Afega
- Alafua
- Alamagoto
- Aopo
- Apai
- Apolima Tai
- Apolima Uta
- Asau
- Auala
- A'ufaga
- Aele
- Elisefou
- Fa'ala
- Faatoia
- Faga
- Fagaloa
- Falealili
- Falealupo
- Faleasiu
- Faleatiu
- Falefa
- Falelatai
- Falelima
- Fale'olo
- Faleseela
- Faleu
- Falevao
- Faleapuna
- Fasito'otai
- Fasito'iuta
- Foailuga
- Iva
- Lalomauga
- Lago
- Lalomalava
- Lalomanu
- Laulii
- Lefaga
- Lepa
- Letogo
- Leiifiifi
- Leufisa
- Leulumoega
- Leulumoega Fou
- Lotofaga
- Lotofagā
- Luatuanu'u
- Magiagi
- Malifa
- Malua
- Manase
- Manono
- Matautu
- Moataa
- Motootua
- Mulinu'u
- Musumusu
- Neiafu
- Nofoali'i
- PagoPago
- Palauli
- Poutasi
- Pesega
- Safotu
- Safune
- Salailua
- Salamumu
- Saleimoa
- Salelologa
- Salua
- Saleaula
- Samatau
- Sataoa
- Sataua
- Satupa'itea
- Satuimalufilufi
- Siuniu
- Siumu
- Sogi
- Solosolo
- Tafua
- Tafitoala
- Taga
- Tanugamanono
- Tuana'i
- Uafato
- Utualii
- Vaiala
- Vailima
- Vailoa
- Vailu'utai
- Vaimoso
- Vaisala
- Vaisigano
- Vaiee
- Vaito'omuli
- Vaitele
- Vaiusu
- Vaivase Tai
- Vaivase Uta
- Vavau
- Vailele
- Vaoala